# Primal Image Vol.1
『Primal Image Vol.1』（プライマル イメージ ボリューム-）は、アトラスから、2000年4月27日に発売されたPlayStation 2用のシミュレーションゲーム。

## 概要
プレイヤーがビジュアルクリエイターとして3DCGで作られたVR（バーチャルリアリティー）アイドルのプロデュースを体感することができる。キャラクターは当時テレビや雑誌に登場し話題となっていたマンガ家、くつぎけんいちの手によるバーチャルアイドルのテライユキと、テレビ番組『D's Garage 21』との共同企画により起用された、アンナ、ノン、ノブを収録した。人体を3D空間で再現することを目指したマスエンジン社の人間工学技術を採用している。
同年12月7日には、Popeggにも対応した、『Primal Image FOR PRINTER』（プライマル イメージ フォア プリンター）も発売されている。

## ゲームシステム
メモリーモード
CGキャラクターがポーズをとりながら動きまわるなか、視点を自由に動かしてアイドルの撮影を行う。一回の撮影で"メモリー"できる回数には制限がある。撮影したスナップは点数で評価され、得点を重ねることでプロデュースモードで使う小道具を獲得することができる。
プロデュースモード
アイドルたちとコミュニケーションをとりポーズ決めをさせる、小道具を使うなどしてオリジナルのショットを撮影することができる。
アルバムモード
作成したビジュアルイメージを閲覧する。
イージーモード
ノブのポーズ演出を行うことができる。

## キャラクター
- テライユキ （NAO）
  - 生年月日：2000年9月9日
  - 身長：165cm
  - スリーサイズ：B 86cm / W 59cm / H 89cm
  - 17年後の未来から西暦2000年の現代へタイムトラベルして来た。年齢は17歳。趣味はインターネット、写真、散歩。
- アンナ （声：鈴木麗子）
  - 生年月日：1983年6月18日
  - 身長：16.5cm
  - スリーサイズ：B 8.5cm / W 5.5cm / H 8.5cm
  - 小型サイズの謎の女性。
- ノン （声：手塚ちはる）
  - 生年月日：1982年2月14日
  - 身長：165cm
  - スリーサイズ：B 86cm / W 58cm / H 88cm
  - ショッピングが趣味。
- ノブ （声：福島潤）
  - 生年月日：1981年10月15日
  - 身長：179cm
  - スリーサイズ：B 87cm / W 62cm / H 88cm
  - ファッション関連の専門学校生。古着集めとバイクが趣味。